# ケヴィン・ニスベット
ケヴィン・ニスベット（Kevin Nisbet 、1997年3月8日 - ）は、スコットランド・グラスゴー出身のサッカー選手。スコットランド代表。ミルウォールFC所属。ポジションはFW。

## 経歴

### クラブ
ハイバーニアンFCでのプレーを経て、2012年にパーティック・シッスルFCのユースチームに加入。
2014年夏にパーティック・シッスルのトップチームに昇格。2015年2月、スコティッシュ・リーグ2（4部相当）のイースト・ストリングシャーFCに期限付き移籍。3月17日のエルギン・シティFC戦でプロデビューを果たした。期限付き移籍からの復帰後、2015年9月19日のロス・カウンティFC戦でトップチームデビューを果たした。2017-18シーズン終了後、クラブの降格に伴いパーティック・シッスルを退団。
2018年7月、スコティッシュ・リーグ1のレイス・ローヴァーズFCに加入。
2019年6月、ダンファームリン・アスレティックFCに移籍。
2020年7月10日、ハイバーニアンFCに4年契約で移籍。
2023年6月10日、ミルウォールFCに3年契約で移籍した。

### 代表
2021年3月、スコットランド代表初招集。3月31日、2022 FIFAワールドカップ・ヨーロッパ予選のフェロー諸島代表戦でスコットランド代表デビューを果たした。
2021年5月、UEFA EURO 2020に参加する代表メンバー26人の一人に選ばれた。6月2日、EURO開幕直前に開催されたオランダ代表とのフレンドリーマッチで代表初ゴールを決めた。EURO本大会では3試合に途中出場した。

## タイトル

### 個人
- スコティッシュ・リーグ1年間ベストイレブン: 2018-19